# Abrahamska religija
Ábrahamska relígija (tudi puščavski monoteizem) je religija, ki izhaja iz semitske tradicije Abrahama, velikega patriarha, opisanega v Svetem pismu. Skupina pretežno monoteističnih religij, ki vključuje judovstvo, krščanstvo in islam, zajema večino vernega prebivalstva sveta. Muslimani imenujejo pripadnike večine abrahamskih religij kot ljudstvo knjige, pri čemer se »knjiga« nanaša na staro zavezo. Slednjo sicer muslimani zavračajo kot izkrivljeno, priznavajo pa njen božanski izvor. Širša definicija abrahamskih religij zajema še bahajstvo, samaritanstvo, mandejstvo, rastafarijanstvo in mormonizem.